# Gommersheim
Gommersheim is een plaats in de Duitse deelstaat Rijnland-Palts, en maakt deel uit van de Landkreis Südliche Weinstraße.
Gommersheim telt 1.560 inwoners.

## Bestuur
De plaats is een Ortsgemeinde en maakt deel uit van de Verbandsgemeinde Edenkoben.

## Geschiedenis
Gommersheim was in de middeleeuwen een rijksdorp.